# Takht-e Safar
Takht-e Safar (persiska: تختٔ سفر) är en park i Afghanistan. Den ligger i provinsen Herat, i den västra delen av landet, 600 kilometer väster om huvudstaden Kabul. Takht-e Safar når 984 meter över havet.
Närmaste större samhälle är provinshuvudstaden Herat, tre kilometer sydväst om parken. 